# Parlamentswahl in Finnland 1972
- SKDL: 37
- SDP: 55
- SMP: 18
- RKP: 10
- LKP: 7
- KESK: 35
- KOK: 34
- SKL: 4

Die Parlamentswahl in Finnland 1972 fand am 2. und 3. Januar 1972 statt. Es war die Wahl zum 26. finnischen Parlament.
Finnland erlebte um 1970 eine wirtschaftliche Hochphase. Trotzdem war es 1971 zu einem Generalstreik gekommen, da die Tarifverhandlungen ohne Ergebnis abgebrochen worden waren. Dies führte auch zum Bruch in der Großen Koalition von Zentrumspartei und Sozialdemokraten unter Ministerpräsident Ahti Karjalainen vom Zentrum. Zum zweiten Mal innerhalb von zwei Jahren wurde nun Teuvo Aura von der Liberalen Volkspartei mit der Bildung einer Übergangsregierung beauftragt.
Die Wahl brachte den größeren Parteien nur geringe Veränderungen. Die Sozialdemokratische Partei wurde stärkste Fraktion (55 Sitze). Die Volksdemokratische Union (37 Sitze) löste die konservative Sammlungspartei (34 Sitze) wieder als zweitstärkste Fraktion ab. Die Bauernpartei, die 1970 als Protestpartei aufgetreten war und ihren Stimmanteil stark erhöhen konnte, konnte ihre 18 Sitze verteidigen.

## Teilnehmende Parteien
Es traten 9 verschiedene Parteien zur Wahl an.
Folgende Parteien waren bereits im Parlament vertreten:
| Partei | Partei | Ausrichtung        | Spitzenkandidat     |
| ------ | --- | ------------------ | ------------------- |
|        | Sozialdemokratische Partei Finnlands Suomen Sosialidemokraattinen Puolue (SDP) Finlands Socialdemokratiska Parti                     | sozialdemokratisch | Rafael Paasio       |
|        | Nationale Sammlungspartei Kansallinen Kokoomus (KOK) Samlingspartiet                                                                 | konservativ        | Harri Holkeri       |
|        | Finnische Zentrumspartei Suomen Keskusta (KESK) Centern i Finland                                                                    | sozialliberal      | Johannes Virolainen |
|        | Demokratische Union des Finnischen Volkes Suomen Kansan Demokraattinen Liitto (SKDL) Demokratiska Förbundet för Finlands Folk (DFFF) | sozialistisch      | Ele Alenius         |
|        | Finnische Landpartei Suomen Maaseudun Puolue (SMP) Finlands Landsbygdsparti                                                          | zentristisch       | Veikko Vennamo      |
|        | Liberale Volkspartei Liberaalinen Kansanpuolue (LKP) Liberala Folkpartiet                                                            | liberal            | Pekka Tarjanne      |
|        | Schwedische Volkspartei Ruotsalainen Kansanpuolue (RKP) Svenska Folkpartiet (SFP)                                                    | liberal            | Jan-Magnus Jansson  |
|        | Christlicher Bund Finnlands Suomen Kristillinen Liitto (SKL) Finlands Kristliga Förbund                                              | christdemokratisch | Olavi Majlander     |

## Wahlergebnis
Die Wahlbeteiligung lag bei 81,4 Prozent und damit 0,8 Prozentpunkte unter der Wahlbeteiligung von 1970.
| Partei                      | Partei                                                               | Stimmen   | Stimmen | Stimmen | Sitze  | Sitze |
| Partei                      | Partei                                                               | Anzahl    | %       | +/−     | Anzahl | +/−   |
| --------------------------- | -------------------------------------------------------------------- | --------- | ------- | ------- | ------ | ----- |
|                             | Sozialdemokratische Partei Finnlands (SDP)                           | 664.724   | 25,78   | +2,35   | 55     | +3    |
|                             | Nationale Sammlungspartei (KOK)                                      | 453.434   | 17,59   | −0,46   | 34     | −3    |
|                             | Demokratische Union des Finnischen Volkes (SKDL)                     | 438.757   | 17,02   | +0,44   | 37     | +1    |
|                             | Finnische Zentrumspartei (KESK)                                      | 423.039   | 16,41   | −0,71   | 35     | −1    |
|                             | Finnische Landpartei (SMP)                                           | 236.206   | 9,16    | −1,33   | 18     | —     |
|                             | Liberale Volkspartei (LKP)                                           | 132.955   | 5,16    | −0,79   | 7      | −1    |
|                             | Schwedische Volkspartei (RKP)                                        | 130.407   | 5,06    | −0,29   | 9      | −2    |
|                             | Christlicher Bund Finnlands (SKL)                                    | 65.228    | 2,53    | +1,40   | 4      | +3    |
|                             | Sozialdemokratischer Bund der Arbeiter- und Kleinbauernschaft (TPSL) | 25.527    | 0,99    | −0,41   | —      | —     |
|                             | Åländsk Samling*                                                     | 7.672     | 0,30    | −0,05   | 1      | —     |
| Gesamt                      | Gesamt                                                               | 2.577.949 | 100,00  |         | 200    |       |
| Gültige Stimmen             | Gültige Stimmen                                                      | 2.577.949 | 99,65   |         |        |       |
| Ungültige Stimmen           | Ungültige Stimmen                                                    | 9.111     | 0,35    |         |        |       |
| Wahlbeteiligung             | Wahlbeteiligung                                                      | 2.587.060 | 81,41   |         |        |       |
| Wahlberechtigte             | Wahlberechtigte                                                      | 3.178.011 | 100,00  |         |        |       |
| Quelle:                     |                                                                      |           |         |         |        |       |
| Anmerkungen: * Åland-Mandat |                                                                      |           |         |         |        |       |

## Nach der Wahl
Aufgrund innerparteilicher Auseinandersetzungen in der Volksdemokratischen Union kam keine Koalition zwischen Sozialdemokraten und sozialistischen Volksdemokraten zustande. Deshalb bildete Rafael Paasio eine SDP-Minderheitsregierung.

Im September 1972 bildete Kalevi Sorsa (SDP) eine Mitte-links-Regierung aus SDP, Zentrum, Schwedischer Volkspartei und Liberaler Volkspartei. 1975 trat Sorsa zurück und Staatspräsident Urho Kekkonen ließ Neuwahlen für September ansetzen. Geschäftsführend übernahm der Sozialdemokrat Keijo Liinamaa die Regierung.

### Übersicht der Kabinette
1. Kabinett Paasio II – Rafael Paasio (SDP) – Minderheitsregierung der Sozialdemokraten (23. Februar 1972 bis 4. September 1972)
2. Kabinett Sorsa I – Kalevi Sorsa (SDP) – Regierung aus SDP, Zentrumspartei, Schwedischer Volkspartei, Liberaler Volkspartei (4. September 1972 bis 13. Juni 1975)
3. Kabinett Liinamaa – Keijo Liinamaa (SDP) – Übergangsregierung (13. Juni 1975 bis 30. November 1975)